# Search Everywhere Optimization
Search Everywhere Optimization (kurz: SEO 2.0 oder SEvO) ist ein Weiterentwicklungskonzept der klassischen Suchmaschinenoptimierung (SEO), das auf die zunehmende Fragmentierung des digitalen Suchverhaltens reagiert. Während sich traditionelle SEO-Maßnahmen auf die Optimierung von Webseiten für allgemeine Websuchmaschinen wie Google oder Bing konzentrieren, zielt SEO 2.0 darauf ab, die Sichtbarkeit und Relevanz von Marken und Inhalten auf sämtlichen digitalen Plattformen zu erhöhen, auf denen Nutzer aktiv nach Informationen suchen. 
Dazu zählen neben Websuchmaschinen auch soziale Netzwerke, Videoplattformen, digitale Assistenten, E-Commerce-Suchsysteme sowie generative KI-Modelle. Search Everywhere Optimization berücksichtigt damit eine Vielzahl neuer Suchkontexte und Schnittstellen, die in der heutigen digitalen Landschaft eine entscheidende Rolle spielen.  

## Begriff und Abgrenzung
Der Begriff „Search Everywhere Optimization“ wurde in den frühen 2020er-Jahren als Reaktion auf das sich wandelnde Nutzerverhalten geprägt. Insbesondere Plattformen wie TikTok, YouTube, Amazon, Instagram oder ChatGPT begannen zunehmend, als primäre Anlaufstellen für spezifische Informationsbedürfnisse zu fungieren. 
Im Gegensatz zur klassischen Suchmaschinenoptimierung, die in der Regel zwischen  Onpage-Optimierung (Optimierung auf der eigenen Website) und Offpage-Optimierung (Maßnahmen außerhalb der eigenen Domain, wie Linkaufbau) unterscheidet, verfolgt SEO 2.0 einen plattformübergreifenden und integrativen Ansatz. Ziel ist es, Inhalte so aufzubereiten, dass sie auf jeder relevanten Plattform algorithmisch erkannt, indexiert und als vertrauenswürdig eingestuft werden.  

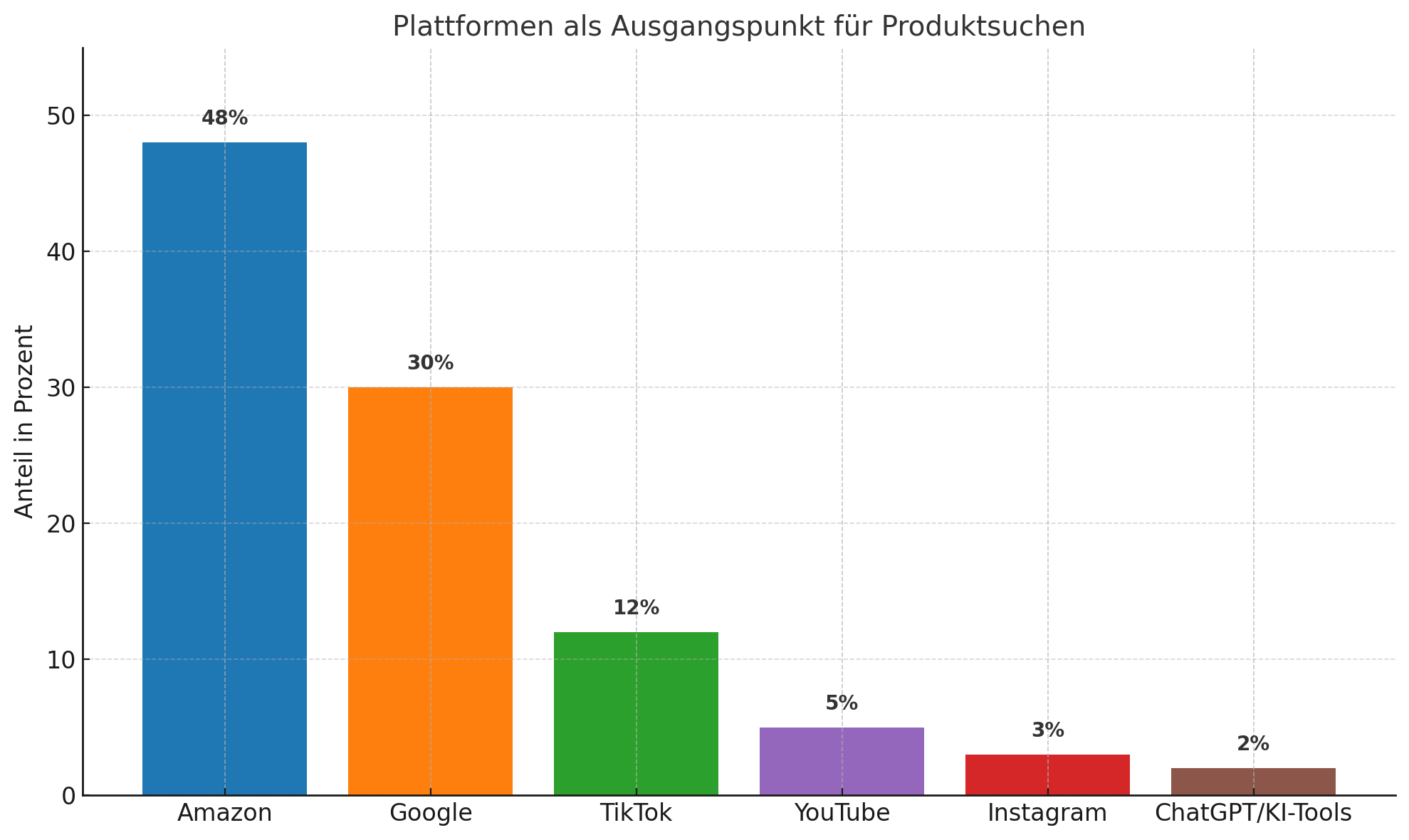

## Hintergrund
Der Wandel im Suchverhalten der Nutzer – insbesondere durch die zunehmende Nutzung von Social Media, E-Commerce-Plattformen und KI-gestützten Anwendungen – führte zu einem Bedarf nach neuen Optimierungsstrategien. Suchmaschinenoptimierung beschränkte sich lange auf klassische Websites, doch heutige Konsumenten suchen nach Produktinformationen auf Amazon, nach visueller Inspiration auf Pinterest oder nach Erklärungen auf YouTube.
Zudem zeigen Studien und Marktbeobachtungen, dass sogenannte „Zero-Click-Searches“ zunehmen, also Suchanfragen, bei denen Nutzer nicht mehr auf externe Websites klicken, weil die Antwort bereits innerhalb der Plattform geliefert wird (z. B. durch Snippets oder Chatbots).  

## Plattformen der Search Everywhere Optimization
Search Everywhere Optimization bezieht sich auf eine Vielzahl von digitalen Plattformen und Kanälen:  
- Websuchmaschinen: z. B. Google, Bing
- Soziale Netzwerke: TikTok, Instagram, Facebook, LinkedIn
- Video-Plattformen: YouTube, Vimeo
- E-Commerce-Suchsysteme: Amazon, Etsy, eBay
- Sprach- und KI-Assistenten: Google Assistant, Siri, Alexa, ChatGPT, Perplexity
- App Stores: Google Play, Apple App Store
- Visuelle Suchdienste: Pinterest, Google Lens, Google Bilder

Jede dieser Plattformen hat eigene algorithmische Regeln und Bewertungskriterien. SEO 2.0 zielt darauf ab, Inhalte an diese systemimmanenten Anforderungen anzupassen.

## Strategien und Maßnahmen
Die Umsetzung von SEO 2.0 erfolgt durch eine Kombination aus technischer Optimierung, Content-Anpassung und Analysearbeit: 
Plattformgerechte Inhalte: Inhalte werden für die jeweilige Plattform in Format, Sprache und Struktur angepasst. Beispielsweise unterscheiden sich Anforderungen an TikTok-Videos deutlich von YouTube-Content oder Produktbeschreibungen bei Amazon. 
Multiformat-Strategie: Inhalte werden mehrfach verwendet und angepasst (Content Repurposing), um auf verschiedenen Plattformen präsent zu sein. 
Technische Grundlagen: Seitenladezeiten, Mobile First, strukturierte Daten (z. B. mittelsSchema.org) und Indexierbarkeit bleiben auch im SEO 2.0 essenziell. 
KI- und Voice-Optimierung: Inhalte werden so gestaltet, dass sie in konversationellen Interfaces wie ChatGPT oder Sprachassistenten als valide Antwortquellen gelten. 
Verstärkung durch Social Media Marketing: Die gezielte Verbreitung von Inhalten über soziale Netzwerke erzeugt Offpage-Signale, die wiederum das organische Ranking beeinflussen können.

## Kritik und Herausforderungen
SEO 2.0 bringt erhöhte Anforderungen an Unternehmen mit sich. Es erfordert: 
- ein tieferes Verständnis diverser Plattformalgorithmen,
- ein höheres Maß an Ressourcen (Content-Erstellung, Monitoring, technische Umsetzung),
- eine permanente Anpassung an neue Tools und Nutzerverhalten und die Abhängigkeit von Drittplattformen.[12] Zudem kann es schwierig sein, konsistente Markenbotschaften über verschiedene Plattformen hinweg zu gewährleisten, ohne Inhalte zu duplizieren.[13]

Die Messung der Performance ist komplexer, da klassische KPIs wie organische Klicks oder Seitenaufrufe durch plattformspezifische Metriken ergänzt werden müssen (z. B. TikTok-Views, Pinterest-Saves oder Chatbot-Erwähnungen).